# La Boisse
La Boisse és un municipi francès situat al departament de l'Ain i a la regió d'Alvèrnia-Roine-Alps. L'any 2007 tenia 2.804 habitants.

## Demografia

### Població
El 2007 la població de fet de La Boisse era de 2.804 persones. Hi havia 1.028 famílies de les quals 219 eren unipersonals (116 homes vivint sols i 103 dones vivint soles), 319 parelles sense fills, 407 parelles amb fills i 83 famílies monoparentals amb fills.
La població ha evolucionat segons el següent gràfic:
Habitants censats

### Habitatges
El 2007 hi havia 1.113 habitatges, 1.041 eren l'habitatge principal de la família, 26 eren segones residències i 47 estaven desocupats. 973 eren cases i 135 eren apartaments. Dels 1.041 habitatges principals, 809 estaven ocupats pels seus propietaris, 193 estaven llogats i ocupats pels llogaters i 39 estaven cedits a títol gratuït; 7 tenien una cambra, 59 en tenien dues, 134 en tenien tres, 305 en tenien quatre i 536 en tenien cinc o més. 861 habitatges disposaven pel capbaix d'una plaça de pàrquing. A 413 habitatges hi havia un automòbil i a 549 n'hi havia dos o més.

### Piràmide de població
La piràmide de població per edats i sexe el 2009 era:
| Homes | Edats   | Dones |
| ----- | ------- | ----- |
| 0     | 95 o +  | 8     |
| 0     | 90 a 94 | 4     |
| 4     | 85 a 89 | 8     |
| 24    | 80 a 84 | 4     |
| 4     | 75 a 79 | 36    |
| 52    | 70 a 74 | 52    |
| 60    | 65 a 69 | 48    |
| 52    | 60 a 64 | 76    |
| 92    | 55 a 59 | 72    |
| 84    | 50 a 54 | 76    |
| 68    | 45 a 49 | 72    |
| 92    | 40 a 44 | 92    |
| 132   | 35 a 39 | 128   |
| 92    | 30 a 34 | 116   |
| 96    | 25 a 29 | 84    |
| 80    | 20 a 24 | 76    |
| 100   | 15 a 19 | 84    |
| 116   | 10 a 14 | 96    |
| 92    | 5 a 9   | 108   |
| 92    | 0 a 4   | 104   |

## Economia
El 2007 la població en edat de treballar era de 1.793 persones, 1.304 eren actives i 489 eren inactives. De les 1.304 persones actives 1.211 estaven ocupades (642 homes i 569 dones) i 93 estaven aturades (41 homes i 52 dones). De les 489 persones inactives 163 estaven jubilades, 201 estaven estudiant i 125 estaven classificades com a «altres inactius».

### Ingressos
El 2009 a La Boisse hi havia 1.036 unitats fiscals que integraven 2.822 persones, la mediana anual d'ingressos fiscals per persona era de 22.054 €.

### Activitats econòmiques
Dels 136 establiments que hi havia el 2007, 8 eren d'empreses extractives, 3 d'empreses alimentàries, 2 d'empreses de fabricació de material elèctric, 8 d'empreses de fabricació d'altres productes industrials, 25 d'empreses de construcció, 31 d'empreses de comerç i reparació d'automòbils, 9 d'empreses de transport, 7 d'empreses d'hostatgeria i restauració, 3 d'empreses d'informació i comunicació, 3 d'empreses financeres, 3 d'empreses immobiliàries, 14 d'empreses de serveis, 10 d'entitats de l'administració pública i 10 d'empreses classificades com a «altres activitats de serveis».
Dels 31 establiments de servei als particulars que hi havia el 2009, 4 eren tallers de reparació d'automòbils i de material agrícola, 4 paletes, 5 guixaires pintors, 2 fusteries, 4 lampisteries, 2 electricistes, 2 empreses de construcció, 2 perruqueries, 1 veterinari, 3 restaurants, 1 tintoreria i 1 saló de bellesa.
Dels 8 establiments comercials que hi havia el 2009, 1 era un hipermercat, 1 un supermercat, 3 fleques i 3 botigues de roba.
L'any 2000 a La Boisse hi havia 8 explotacions agrícoles que ocupaven un total de 348 hectàrees.

## Equipaments sanitaris i escolars
Els 3 equipaments sanitaris que hi havia el 2009 eren farmàcies.
El 2009 hi havia 1 escola maternal i 1 escola elemental. La Boisse disposava d'un liceu d'ensenyament general amb 1.038 alumnes.

## Poblacions més properes
El següent diagrama mostra les poblacions més properes.